# Štefan Sádovský
Štefan Sádovský (13 de outubro de 1928 - 17 de junho de 1984) foi o primeiro-ministro da República Socialista Eslovaca de 2 de janeiro de 1969 a 5 de maio de 1969.